# Innocence Project
Innocence Project, Inc. (Proyecto Inocencia) es una organización legal sin fines de lucro 501(c)(3) que se compromete a exonerar a personas que han sido, supuestamente, condenadas injustamente, y trabaja para reformar el sistema de justicia penal.   El grupo cita varios estudios que estiman que en Estados Unidos entre el 1% y el 10% de todos los prisioneros son inocentes.     El Proyecto Inocencia fue fundado en 1992 por Barry Scheck y Peter Neufeld, quienes ganaron atención nacional a mediados de la década de 1990 como parte del «Dream Team» de abogados que formaron parte de la controvertida defensa en el caso del asesinato de OJ Simpson. 
En 2021, el Proyecto Inocencia ayudó a revocar más de 300 condenas mediante exoneraciones basadas en ADN. En 2021, el Proyecto Inocencia recibió el Premio bienal Milton Friedman por el Fomento de la Libertad del Cato Institute, otorgado en reconocimiento y gratitud por su trabajo para garantizar la libertad y la justicia para todos. En marzo de 2022, el Proyecto Inocencia ganó dos premios Webby por su video Happiest Moments.

## Fundación
El Proyecto Inocencia se estableció a raíz de un estudio realizado por el Departamento de Justicia y el Senado de los EE. UU., en conjunto con la Facultad de Derecho Benjamin N. Cardozo de la Universidad Yeshiva, que afirmaba que la identificación incorrecta por parte de testigos oculares era un factor en más del 70% de los casos de condenas injustas.    El Proyecto Inocencia fue fundado en 1992 por Scheck y Neufeld como parte de una clínica jurídica en Cardozo. Se convirtió en una organización independiente sin fines de lucro 501(c)(3) el 28 de enero de 2003,  pero mantiene conexiones institucionales con Cardozo.  
El Proyecto Inocencia es la sede de Innocence Network, un grupo de casi 70 organizaciones independientes de inocencia en todo el mundo. El Proyecto Inocencia se centra exclusivamente en apelaciones posteriores a la condena en las que puede haber pruebas de ADN.   Otros miembros de la Innocence Network también ayudan a exonerar a aquellos en cuyos casos no es posible llevar a cabo pruebas de ADN. Además de trabajar en nombre de quienes pueden haber sido condenados injustamente por delitos en todo Estados Unidos, quienes trabajan para el Proyecto Inocencia hacen investigaciones y defensa relacionadas con las causas de condenas injustas.  
A junio de 2018, recibe el 55% de su financiación de contribuciones individuales, el 16% de fundaciones, el 16% de eventos, el 8% de inversiones y el 5% restante de corporaciones, la Universidad Yeshiva y otras fuentes. 

## Trabajo
El Proyecto Inocencia se originó en la ciudad de Nueva York, pero acepta casos de otras partes del país.  Además de sus codirectores y un abogado gerente, Innocence Project cuenta con seis abogados de tiempo completo y casi 300 casos activos.  
En casi la mitad de los casos que aborda el Proyecto Inocencia, la culpabilidad de los clientes se reconfirma mediante pruebas de ADN. El proyecto dice que se demostró que alrededor del 43% de los clientes eran inocentes, el 42% fueron confirmados culpables y las pruebas no fueron concluyentes ni probatorias en el 15% de los casos.  

## Condenas anuladas
Según un estudio publicado en 2014, el 4,1% del total de personas condenadas a muerte entre 1973 y 2004 son, probablemente, inocentes.  Los siguientes son algunos ejemplos de exoneraciones que lograron:
- Steven Avery fue exonerado en 2003 por agresión sexual.[32] Después de su liberación, fue condenado por asesinato.[33][34]
- Cornelius Dupree fue condenado por agresión sexual y robo en 1980, y exonerado en 2011 por el Proyecto de Inocencia.[35][36]
- Douglas Echols y Samuel Scott fueron condenados en 1987 por agresión sexual y robo, y exonerados en 2002.[37][38]
- Clarence Elkins fue condenado en 1999 por violación y asesinato.[39][40]
- Ryan Ferguson fue condenado en 2005 por un asesinato de 2001, y exonerado en 2013.[41]
- Glenn Ford fue exonerado en 2014 en el asesinato de Isadore Newman.[42]
- Darryl Hunt fue exonerado en 2004 por la violación y asesinato de Deborah Sykes.[43][44]
- Anthony Porter fue condenado por asesinato en 1983 y exonerado en 1999.[45]
- James Calvin Tillman fue exonerado en 2007.[46]
- Archie Williams fue condenado en 1983 por agresión sexual y sentenciado y exonerado en 2019.[47]
- Ken Wyniemko fue condenado en 1994 por agresión sexual y exonerado en 2003.[48]
- Michael Sutton y Kenny Phillips. En 2023, sus intentos de asesinato fueron anulados.[49]
- Leonard Mack fue exonerado de violación y cargos por armas después de 47 años.[50][51]

## Red de inocencia
The Innocence Project es miembro fundador de Innocence Network, una coalición de organizaciones y defensores independientes, incluidas universidades de derecho, universidades de periodismo y oficinas de defensa pública que colaboran para ayudar a los delincuentes convictos a demostrar su inocencia.  

## En la cultura popular

### Películas
- After Innocence (2005) es un documental que presenta las historias de ocho hombres condenados injustamente que fueron exonerados por el Proyecto Inocencia. [54] [55]
- Conviction (2010) es una película sobre la exoneración de Kenneth Waters, quien era cliente del Innocence Project. [56] [57] [58]
- Happiest Moments (2021) es un vídeo ganador del premio Webby de Innocence Project. Es el primer anuncio de servicio público de la organización, producido por Hayden5. [59] [60]

### Televisión
- Castle, una serie de televisión estadounidense, en el episodio "De tal palo, tal hija" (temporada 6, episodio 7), mencionó el Proyecto Inocencia, así como a Frank Henson, quien fue condenado injustamente en 1998 por la muerte de Kimberly Tolbert. [61]
- The Innocence Project, una serie dramática de BBC One que se emitió de 2006 a 2007, se basa en una versión británica de la organización. [62]
- El Proyecto Inocencia fue discutido en la temporada 2, episodio 9 de The Good Wife, "Nine Hours" (14 de diciembre de 2010). El cofundador del proyecto, Barry Scheck, se interpretó a sí mismo en el episodio, que se basó en gran medida en el caso real del Proyecto Inocencia de Cameron Todd Willingham. Se dice que Cary Agos, un personaje recurrente en The Good Wife, trabajó para Innocence Project después de la escuela de derecho (y es amigo de la familia de Scheck, fundador del proyecto). [63] [64] [65]
- En la sexta temporada de Suits, Rachel Zane, una dramaturga legal estadounidense, estudiante de derecho y asistente legal, emprende un Proyecto de Inocencia para un hombre acusado injustamente de asesinato. [66]
- En la tercera temporada de Riverdale, una oscura reinvención del universo de Archie Comics, Veronica Lodge menciona haber iniciado un capítulo de la organización para ayudar a liberar a su novio Archie Andrews de prisión luego de haber sido condenado por asesinato. [67]
- Making a Murderer, un documental de dos temporadas (de 10 episodios cada una) que relata la condena injusta de Steven Avery. Los episodios se lanzaron en Netflix entre 2015 y 2018. [68]
- The Innocence Files (2020) es una serie de nueve documentales basados en el trabajo de Innocence Project, estrenada en Netflix en abril de 2020. [69] [70]